# ラミリーズ (戦列艦・2代)
|          | |
| 艦歴     | |
| 発注:    | 1759年12月1日 |
| 建造:    | チャタム工廠 |
| 進水:    | 1763年4月25日 |
| その後:  | 1782年焼却 |
| 性能諸元 | |
| クラス:  | ラミリーズ級戦列艦 |
| 全長:    | 砲列甲板：168ft 6in (51.4m) 竜骨：38ft 3⅜in（42.1m）                                                                         |
| 全幅:    | 46ft 9in（14.2m） |
| 喫水:    | 19ft 9in (6.0m) |
| 機関:    | 帆走（3本マストシップ） |
| 兵装:    | 74門： 下砲列：32ポンド（15kg）砲28門 上砲列：18ポンド（8kg）砲28門 後甲板：9ポンド（4kg）砲14門 船首楼：9ポンド（4kg）砲4門 |

ラミリーズ（HMS Ramillies）は1763年4月25日にチャタム工廠で進水したラミリーズ級74門3等戦列艦。